# Neville Marriner

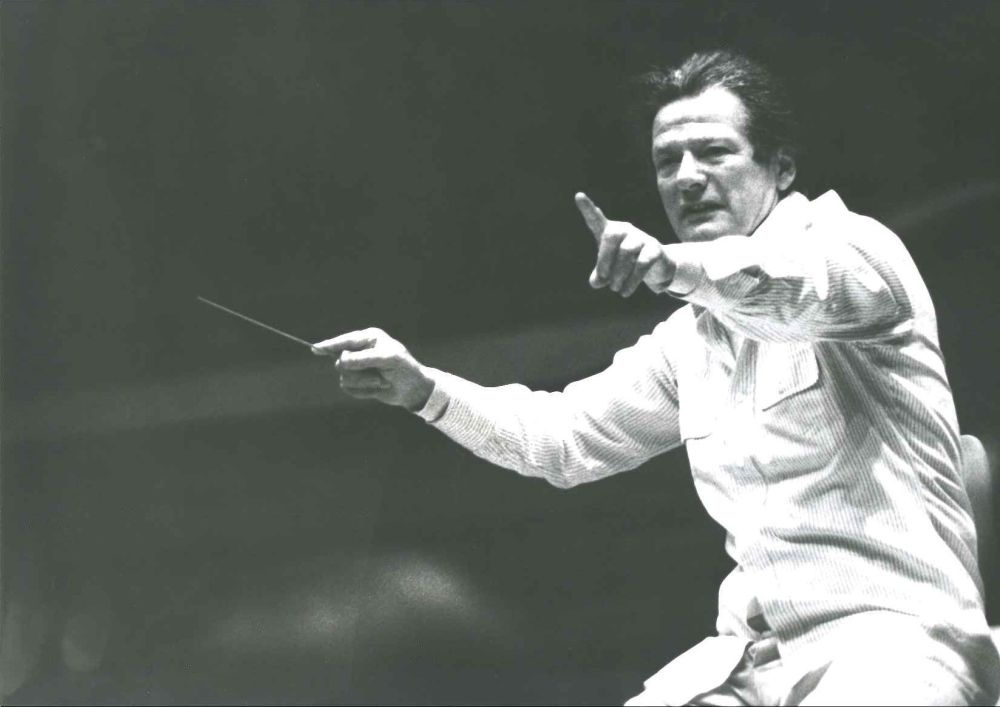
Neville Marriner dirigeert, omstreeks 1985

Sir Neville Marriner (Lincoln (Lincolnshire), 15 april 1924 - 2 oktober 2016) was een Britse dirigent en violist. Hij werd in 1985 geridderd met het predicaat Sir en in 2015 door koningin Elizabeth II opgenomen in de Orde van de Eregezellen.

## Leven en werk
Marriner studeerde aan het Royal College of Music in Londen en aan het Conservatoire national supérieur de musique in Parijs. Aansluitend was hij violist in het London Philharmonic Orchestra en het London Symphony Orchestra. Hij speelde ook in het Deller Consort van Alfred Deller. Later stichtte hij het Jacobean Ensemble met onder anderen Thurston Dart. Vervolgens ging hij naar Hancock in Maine om bij Pierre Monteux orkestdirectie te studeren.
In 1959 richtte hij het kamerorkest Academy of St. Martin in the Fields op, dat genoemd was naar de kerk waar ze de eerste jaren speelden, St. Martin-in-the-Fields aan het Londense Trafalgar Square. Hij werkte ook buiten het Verenigd Koninkrijk. Zo was hij van 1969 tot 1978 dirigent van het Los Angeles Chamber Orchestra en van 1979 tot 1986 van het Minnesota Orchestra. In Duitsland werkte hij van 1986 tot 1989 als dirigent van het Radio-Sinfonieorchester Stuttgart des SWR.
In de jaren zeventig en tachtig was de Academy of St. Martin in the Fields onder Marriner een van de populairste ensembles voor klassieke muziek ter wereld. Ze speelden veel barokmuziek, maar hun repertoire was uitgebreider. Met dit ensemble heeft Marriner ongeveer 600 lp- en cd-opnamen gemaakt van meer dan 2000 composities. In productiviteit werd hij alleen door Herbert von Karajan overtroffen. Ze maakten ook de soundtrack voor de in 1984 gedraaide film Amadeus van Miloš Forman, waarvan 6,5 miljoen cd's werden verkocht. Door de opkomst van dirigenten en ensembles die de authentieke uitvoeringspraktijk voor oude muziek propageerden begon de populariteit van Marriner en de Academy later wat te tanen, maar ze compenseerden dat ten dele door ook muziek uit de romantiek en de vroege 20e eeuw te gaan spelen. Marriner zelf had dat altijd al gedaan bij de symfonieorkesten waaraan hij ook verbonden was.
In 2011 kreeg Marriner de eretitel van "President voor het leven" van de Academy of St. Martin in the Fields. Hij bleef dirigeren tot na zijn 90e verjaardag, toen hij de Academy dirigeerde in de Royal Festival Hall in Londen, en onder andere de Enigma Variations 'Nimrod' van Elgar ten gehore bracht. Hij stierf op 92-jarige leeftijd in zijn slaap.
Zijn zoon Andrew Marriner speelt klarinet in het London Symphony Orchestra, hetzelfde orkest waarin zijn vader ooit violist was.